# Meharia hackeri
Meharia hackeri  (лат.) — вид ночных бабочек из семейства древоточцев (Cossidae). Эндемик Йемена (остров Сокотра).

## Распространение
Северо-запад Индийского океана: остров Сокотра (Йемен). Представители вида были пойманы в январе на световые ловушки на северо-востоке и на юге острова (Wadi Difarroha). Все экземпляры были добыты литовским энтомологом А. Салдаитисом (Aidas Saldaitis), который потом вместе с коллегами (Robert Borth, Povilas Ivinskis, Роман Яковлев) и сделали описание нового вида.

## Описание
Размах крыльев 21—22 мм. Основная окраска передних крыльев желтовато-коричневая с белыми пятнами и полосками (снизу коричневые). Задние крылья серовато-жёлтые (снизу коричневые). Антенны беловатые (чёрные в основании) немного длиннее половины длины переднего крыла; гребенчатые. Голова желтовато-белая, нижнегубные щупики желтовато-коричневые, белые в основании.
Meharia hackeri был обнаружен в оазисовой долине, в которой доминировали различные деревья и кустарники, например: Гранат сокотранский (Punica protopunica), Jatropha unicostata, Lycium socotranum, Gnidia socotrana, Buxus hildebrandtii, Croton socotranus, Ficus vasta, Euphorbia socotrana, Jathropha unicostata, Mitolepis intricata, Aloe perryi, Адениум тучный (Adenium obesum).
Meharia hackeri летали вместе с другими местными эндемиками Сокотры, такими как Meharia yakovlevi Saldaitis & Ivinskis, 2010 (Cossidae), Pelosia sokotrensis (Hampson, 1900), (Arctiidae), Cerocala socotrensis Hampson, 1899, Agrotis brachypecten Hampson, 1899, Plecoptera butkevicii Hacker & Saldaitis, 2010, Acantholipes canofusca Hacker & Saldaitis, 2010, Stenosticta wiltshirei Hacker, Saldaitis & Ivinskis, 2010 (Noctuidae).

## Систематика
Новый вид отличается от близкого к нему Meharia acuta Wiltshire, 1982 особенностями окраски переднего крыла, строением ДНК и распространением (M. acuta обнаружен только на Аравийском полуострове).

## Этимология
Видовое название было дано в честь известного немецкого лепидоптеролога Германа Хакера (нем. Hermann Hacker), который внёс значительный вклад в исследование чешуекрылых Аравийского полуострова и Африки.